# Villa San Giovanni (metrostation)
Villa San Giovanni is een metrostation in de Italiaanse stad Milaan dat werd geopend op 1 november 1964 en wordt bediend door lijn 1 van de metro van Milaan.

## Geschiedenis
In het metroplan van 1952 werd het een na noordelijkste station van lijn 1 opgenomen onder naam Villa als verwijzing naar een voormalig landhuis gewijd aan San Giovanni. Toen het station eind 1964 werd geopend kreeg het de naam Villa San Giovanni voluit. De toerit tot de metrowerkplaats ligt vlak ten noorden van de perrons. Op 26 april 1982 werd het station tijdelijk het noordelijke eindpunt van de lijn nadat het oorspronkelijke eindpunt Sesto Marelli door brand verwoest werd. De herstelwerkzaamheden duurden vijf maanden waarna de metro's weer ten noorden van van Villa San Giovanni reden. Onderzoek wees uit dat de brand gesticht was tijdens de stop in Villa San Giovanni. Aanvankelijk waren enkele stoelen aangestoken maar bij aankomst in Sesto Marelli stond de achterste bak al in lichterlaaie. Dit voorval was aanleiding om de stoelen van de metrostellen te vervangen door brandwerende exemplaren.

## Ligging en inrichting
Het station ligt in de gelijknamige wijk onder de Viale Monza ter hoogte van de Via Vipacco. Het is een van de initiële stations van de Milanese metro en is dan ook gebouwd naar het standaardontwerp voor de “gemeentelijke” (lijn 1 & 2) metrostations. Het ligt op 568 meter van Precotto en 674 meter van Sesto Marelli. Ten noorden van de perrons duikt het spoor in noordelijke richting onder de toerit van de werkplaats. Deze toerit is bereikbaar vanaf een spoor tussen de twee doorgaande sporen.  